# Ngepanrejo
Ngepanrejo is een bestuurslaag in het regentschap Magelang van de provincie Midden-Java, Indonesië. Ngepanrejo telt 4232 inwoners (volkstelling 2010).